# Jonathan Nolan
Jonathan Nolan (Londra, 6 giugno 1976) è uno scrittore, sceneggiatore e regista britannico naturalizzato statunitense.

## Biografia
Nato a Londra, ma cresciuto nell'area di Chicago, Nolan si è laureato alla Università di Georgetown nel 1999. La sua prima opera, tra le più importanti, è il racconto breve Memento Mori, dal quale il fratello maggiore, il regista e sceneggiatore Christopher Nolan, ha tratto la sceneggiatura (premiata al Sundance Film Festival) del suo secondo lungometraggio Memento (2000).
Successivamente lavora con il fratello su due sceneggiature, il thriller a sfondo soprannaturale The Prestige (2006) e il sequel di Batman Begins (2005), altro film del fratello, intitolato Il cavaliere oscuro, uscito nel 2008. Nel 2009 viene contattato dal regista McG per rivedere e modificare lo script del film Terminator Salvation, scritto precedentemente da John Brancato e Michael Ferris, in uscita lo stesso anno; le presunte modifiche sono state effettuate insieme a Paul Haggis, tuttavia nessuno dei due è stato accreditato per il film.
Nel 2011 crea la serie televisiva Person of Interest, prodotta da J. J. Abrams e che vede protagonisti Jim Caviezel, Michael Emerson, Taraji P. Henson, Kevin Chapman, Amy Acker e Sarah Shahi, di cui è anche showrunner con Greg Plageman.
Sempre con il fratello lavora alla sceneggiatura del terzo capitolo della trilogia di Batman, Il cavaliere oscuro - Il ritorno, uscito nelle sale italiane ad agosto 2012.
Nel 2016 realizza,  assieme a Lisa Joy, per HBO Westworld - Dove tutto è concesso, adattamento televisivo del film Il mondo dei robot.

## Vita privata
È sposato con Lisa Joy con cui ha due figli. Ha due fratelli maggiori, Christopher e Matthew Francis Nolan.

## Filmografia

### Sceneggiatore

#### Cinema
- Memento, regia di Christopher Nolan (2000)
- The Prestige, regia di Christopher Nolan (2006)
- Il cavaliere oscuro (The Dark Knight), regia di Christopher Nolan (2008)
- Il cavaliere oscuro - Il ritorno (The Dark Knight Rises), regia di Christopher Nolan (2012)
- Interstellar, regia di Christopher Nolan (2014)

#### Televisione
- Person of Interest – serie TV, 8 episodi (1x01, 1x02, 1x23, 2x01, 2x16, 2x22, 3x10, 5x13) (2011-2016)
- Westworld - Dove tutto è concesso (Westworld) – serie TV, 36 episodi (2016-2022)

### Produttore

#### Televisione
- Person of Interest – serie TV, 103 episodi (2011-2016)
- Westworld - Dove tutto è concesso (Westworld) – serie TV, 11 episodi (2016-2022)
- Frammenti dal passato - Reminiscence (Reminiscence), regia di Lisa Joy (2021)
- Inverso - The Peripheral (The Peripheral) – serie TV, 8 episodi (2022)
- Fallout – serie TV (2024)

### Regista

#### Televisione
- Person of Interest – serie TV, episodio 2x16 (2013)
- Westworld - Dove tutto è concesso (Westworld) – serie TV, episodi 1x01-1x10-3x01 (2016-2020)
- Fallout – serie TV, episodi 1x01-1x02-1x03 (2024)

## Riconoscimenti
- 2002 - Premio Oscar candidatura alla migliore sceneggiatura per Memento
- 2015 – Saturn Award[6]
  - Migliore sceneggiatura per Interstellar